# Bill Clark (drummer)
William Clark (Jonesboro (Arkansas), 31 juli 1925 - Atlanta, 30 juli 1986) was een Amerikaanse jazz-drummer.
Bill Clark speelde vanaf het midden van de jaren 40 in het trio van pianist Jimmy Jones, waarmee hij in 1945 in New York zijn eerste opnames maakte. Vanaf 1950 was hij lid van het trio van Mary Lou Williams, bovendien werkte hij met Dave Martin/Mundell Lowe (1948) en met Lester Young (1950). In januari 1951 trad hij met het Duke Ellington Orchestra op, toen hij bij een concert in de Metropolitan Opera Sonny Greer verving.. Hij trad in 1952 in Parijs op met Dizzy Gillespie en Don Byas, tevens maakte hij daar opnames met Arnold Ross en Bernard Peiffer. Na zijn terugkeer in Amerika speelde hij bij George Shearing in Los Angeles, solistisch te horen in nummers als "Drum Trouble“. In de jazz nam hij tussen 1947 en 1958 deel aan 33 opnamesessies, onder meer met Toots Thielemans (1955), Ronnell Bright, Rolf Kühn (1956) en Jackie Paris (1958). In de jaren 60 en 70 speelde hij in de bands van Eddie Harris en Les McCann.